# Resolutie 1217 Veiligheidsraad Verenigde Naties
Resolutie 1217 van de Veiligheidsraad van de Verenigde Naties werd op 22 december 1998 met unanimiteit aangenomen door de VN-Veiligheidsraad.

## Achtergrond
Nadat er in 1964 geweld was uitgebroken tussen de Griekse en Turkse bevolkingsgroep op Cyprus, stationeerden de VN de UNFICYP-vredesmacht op het eiland. Die macht wordt sindsdien om het half jaar verlengd. In 1974 bezette Turkije het noorden van Cyprus na een Griekse poging tot staatsgreep. In 1983 werd dat noordelijke deel met Turkse steun van Cyprus afgescheurd. Midden 1990 begon het toetredingsproces van (Grieks-)Cyprus tot de Europese Unie, maar de EU erkent de Turkse Republiek Noord-Cyprus niet.

## Inhoud

### Waarnemingen
Cyprus ging opnieuw akkoord met het behoud van de VN-vredesmacht UNFICYP na afloop van haar mandaat op 31 december. De Veiligheidsraad was bezorgd om de beperkte bewegingsvrijheid van de macht maar tevreden dat, ondanks vele schendingen, de situatie langs de VN-bufferzone kalm bleef. Het werd wel tijd dat er een politieke oplossing uit de bus kwam.

### Handelingen
De Veiligheidsraad verlengde het mandaat van UNFICYP tot 30 juni 1999. De militaire autoriteiten aan beide zijden werden opgeroepen geen acties te ondernemen in de buurt van de bufferzone. Men was nog steeds zeer bezorgd om de militaire versterking van Cyprus en het gebrek aan de afbouw van buitenlandse troepen. De defensie-uitgaven van Cyprus moesten naar beneden. Ook was de (langdurige) stilstand van de onderhandelingen onaanvaardbaar.

## Verwante resoluties
- Resolutie 1178 Veiligheidsraad Verenigde Naties
- Resolutie 1179 Veiligheidsraad Verenigde Naties
- Resolutie 1218 Veiligheidsraad Verenigde Naties
- Resolutie 1250 Veiligheidsraad Verenigde Naties (1999)

Lijst ·  1147 ·  1148 ·  1149 ·  1150 ·  1151 ·  1152 ·  1153 ·  1154 ·  1155 ·  1156 ·  1157 ·  1158 ·  1159 ·  1160 ·  1161 ·  1162 ·  1163 ·  1164 ·  1165 ·  1166 ·  1167 ·  1168 ·  1169 ·  1170 ·  1171 ·  1172 ·  1173 ·  1174 ·  1175 ·  1176 ·  1177 ·  1178 ·  1179 ·  1180 ·  1181 ·  1182 ·  1183 ·  1184 ·  1185 ·  1186 ·  1187 ·  1188 ·  1189 ·  1190 ·  1191 ·  1192 ·  1193 ·  1194 ·  1195 ·  1196 ·  1197 ·  1198 ·  1199 ·  1200 ·  1201 ·  1202 ·  1203 ·  1204 ·  1205 ·  1206 ·  1207 ·  1208 ·  1209 ·  1210 ·  1211 ·  1212 ·  1213 ·  1214 ·  1215 ·  1216 ·  1217 ·  1218 ·  1219